# Louis av Luxemburg
Louis av Luxemburg (Louis Xavier Marie Guillaume), född 3 augusti 1986, är en luxemburgsk prins. Han är tredje son till storhertigparet Henri av Luxemburg och Maria Teresa av Luxemburg. Han gifte sig med Tessy av Luxemburg år 2006, paret separerade 2017 och skildes 2019.

## Biografi
Prins Louis föddes 1986 på Maternité Grande-Duchesse Charlotte i Luxemburg. Han har två äldre syskon, Guillaume och Félix, samt två yngre Alexandra och Sébastien.

### Utbildning
Louis gick grundskolan i Lorentzweiler och fortsatte sedan på American School of Luxemburg i Luxemburg och Collège Beau Soleil i Schweiz, där han tog gymnasieexamen 2005.
Efter att ha tillbringat två år i USA, där Louis tog flygcertifikat, flyttade prins Louis till London med sin familj, där han och hans hustru studerade.
Prins Louis talar luxemburgiska, franska, engelska och tyska flytande. Han har även viss kunskap i spanska.

### Giftermål och familj
Prinsen gifte sig den 29 september 2006 med Tessy Antony, paret hade då redan gemensamma sonen Gabriel. I samband med vigseln avsade Louis sig arvsrätten till den luxemburgska tronen. Paret meddelade 2017 att de ansökt om skilsmässa.
Paret har två barn:
- Gabriel (född 2006)
- Noah (född 2007)

## Representation
Prins Louis och hans familj deltar vid storhertigfamiljens officiella uppdrag.

### Beskyddarskap
- Fédération luxembourgeoise de Tennis de Table (2004)[1]
- Fédération des Arts Martiaux (2010)[1]
- Fédération Aéronautique Luxembourgeoise (2011)[1]

## Titel
- 3 augusti 1986 - idag: Hans Kungliga Höghet Prins Louis av Luxemburg, Prins av Nassau, Prins av Bourbon-Parma

## Ordnar och dekorationer
- Storkors av Adolf av Nassaus civil- och militärförtjänstorden
- Nassauska Gyllene lejonets orden[1]